# Sgurra Bhreac
Sgurra Bhreac är en kulle i Kanada.   Den ligger i provinsen Nova Scotia, i den östra delen av landet, 1 200 km öster om huvudstaden Ottawa. Toppen på Sgurra Bhreac är 207 meter över havet. Sgurra Bhreac ligger på ön Kap Bretonön.
Terrängen runt Sgurra Bhreac är platt åt sydost, men åt nordväst är den kuperad. Runt Sgurra Bhreac är det ganska glesbefolkat, med 34 invånare per kvadratkilometer.. 
I omgivningarna runt Sgurra Bhreac växer i huvudsak blandskog.